# Comps (Drôme)
Comps é uma comuna francesa na região administrativa de Auvérnia-Ródano-Alpes, no departamento de Drôme. Estende-se por uma área de 11,88 km². Em 2010 a comuna tinha 159 habitantes (densidade: 13,4 hab./km²).